# Лютеранская церковь (Булдури)
Лютеранская церковь в Булдури (Юрмала) была построена в 1889 году, восстановлена в 1998 году. В настоящее время функционирует, проводятся воскресные службы.

## История
В конце XIX века территория района Булдури находилась в ведении лютеранского прихода в Слоке. Из-за роста численности населения лютеранского вероисповедания в Булдури, владелец района и дачники приняли решение организовать сбор средств на строительство кирхи. В 1887 году деньги на строительство были собраны, 15 августа 1888 был заложен первый камень в фундамент здания. Строительство велось по проекту немецкого архитектора Германа Хилбига. Храм был построен из грубого тёмного кирпича и получил название «Waldkapelle» — «Лесная часовня».
29 июня 1889 года церковь была освящена. В 1894 году она была расширена — пристроена башня и сделаны кованые двери с памятной табличкой с благодарностью императору Александру III, лично выделившему земельный участок для строительства церкви.

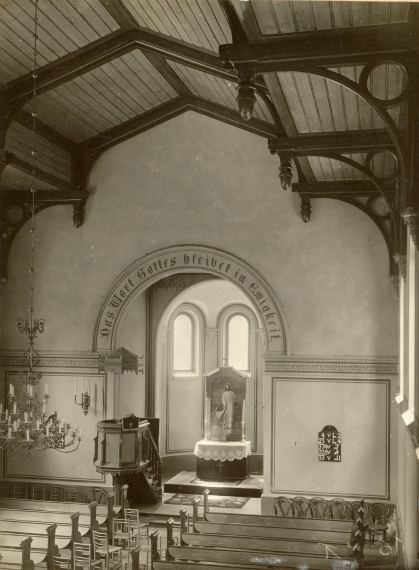
Алтарная часть до 1939 года с оригинальной надписью над алтарём на немецком языке.

Церковь не пострадала в Первой Мировой войне, и с окончанием войны богослужения вновь возобновились. В 1930 году, на средства Кристапа Морберга церковь была вновь реконструирована: отремонтирована крыша, проведено электричество. В это время пастором здесь служил Мартиньш Эйге. В 1937 году к церкви было пристроено дополнительное помещение, смежное с основным пространством церкви; расширен орган. В 1939 году, после решения конгрегации о возможности смены надписи над алтарём с немецкого языка на латышский, вместо надписи из книги Исайи 40:8 "Das Wort Gottes bleibt in Ewigkeit" (Слово Бога нашего пребудет вечно), над алтарём была помещена надпись «Dievs ir mīlestība» (Бог есть любовь). Кирха приобрела свой современный вид.
После присоединения Латвии к СССР и Второй Мировой войны церковь была секуляризована. С 1952 по 1992 год в здании размещался филиал Латвийского государственного архива кинофотодокументов.
В 1991 году состоялось первое после долгого перерыва собрание Евангелическо-лютеранской конгрегации Булдури. 9 мая 1994 года за кирхой был официально закреплён район Булдури. 23 октября 1996 года Евангелическо-лютеранская конгрегация Булдури вошла в состав Латвийской евангелическо-лютеранской церкви. 26 июня 2004 года был полностью восстановлен внутренний облик церкви.

## Современное состояние
На сегодняшний день[когда?] пастором церкви является Леонс Новиканс, старшиной церковной общины — Йева Новика. Регулярно проводятся богослужения, функционирует воскресная школа, в планах создание церковного хора.
30 июня 2019 года конгрегация торжественно отметила 130-летие существования церкви.